# Sonja i bik (2012.)
Sonja i bik je hrvatski film iz 2012. godine, prvijenac redateljice Vlatke Vorkapić. 

## Snimanje i produkcija
Vlatka Vorkapić, redateljica 2002. je godine snimala dokumentarni film Ćaća i braća o Boži, Ivanu i Marku Škopljancu te o bikijadi koju organiziraju. Rad na tom dokumentarcu inspirirao ju je na pisanje scenarija za film Sonja i bik. Film je sniman u Radošiću kod Trogira i Zagrebu, od 25. kolovoza 2011. do 27. svibnja 2012. godine.

## Radnja
Sonja i bik komedija je o dvoje mladih ljudi oprečnih svjetonazora iz različitih sredina čije se sudbine, uz pomoć bika Garonje, isprepletu. Ante (Goran Bogdan) je vlaj iz Dalmatinske zagore, sin organizatora borbi bikova i vješti prodavač osiguranja. Poznat je po svojoj moći uvjeravanja. Kod izglasavanja Zakona o zaštiti životinja, najveća kontroverza vezana je uz borbe bikova. Sonja (Judita Franković) je Zagrepčanka, zagrižena aktivistica u borbi za životinjska prava. U Dalmatinskoj zagori pak nikako ne mogu razumjeti Sonjin stav. I na kraju zaključe da se Sonja, bez obzira na silnu deklariranu ljubav prema životinjama, ne bi usudila stati pred bika.
Oko Sonje i Ante, centralnog para koji u svojoj romantično-komičnoj igri ide malo naprijed – malo natrag, odvija se niz radnji u stilu urnebesne nepripitomljene satire na račun domaćih "žutih" medija i važnih hrvatskih institucija poput Sabora. 

## Glumci
- Judita Franković - Sonja Sterle, mlada Zagrepčanka,  aktivistica udruge !UZAŽ (udruga za zaštitu i promicanje prava životinja)
- Goran Bogdan - Ante Kevo, sposobni prodavač osiguranja iz Dalmatinske zagore
- Ivo Gregurević - Antin otac
- Csilla Barath Bastaić - Nika Pofuk, ženska antiheroina filma, Davor je ostavio Sonju zbog Pofukice
- Dejan Aćimović - Stipe, ponosni vlasnik bika Garonje, tridesetsedmerostrukog pobjednika u borbi bikova
- Vladimir Tintor - Davor
- Barbara Prpić - Franka

## Uspjeh filma i kritika
"Podsjetimo, redateljski prvijenac Vlatke Vorkapić ostvario je najbolje kino otvaranje hrvatskog filma u posljednjih deset godina prema box office rezultatima s prihodom od čak 301.975 kuna. 'Ovi rezultati me jako vesele i lijepo je vidjeti da je film koji je tako dugo čekao na realizaciju tako dobro prihvaćen od strane publike. Pozivam sve one koji još nisu gledali 'Sonju i bika' da dođu pogledati film', izjavila je redateljica Vlatka Vorkapić."

## Vanjske poveznice
- http://sonjaibik.com/
- http://www.facebook.com/sonjaibik/info